# Romuald Holly
Romuald Holly (ur. 1949) – polski ekonomista i politolog, doktor habilitowany nauk humanistycznych w zakresie nauk o polityce, profesor nadzwyczajny Szkoły Głównej Handlowej w Warszawie i Uniwersytetu Medycznego w Łodzi. Specjalizuje się w tematyce ubezpieczeń, polityki społecznej, zarządzania ryzykiem, strategii i polityki ochrony zdrowia.

## Życiorys
W 1971 uzyskał magisterium z psychologii na Uniwersytecie Jagiellońskim, w 1975 zaś magisterium z filozofii na tej samej uczelni. W 1978 obronił pracę doktorską Uwarunkowania przywództwa nieformalnego. Promotorem był Włodzimierz Szewczuk. W 1991 uzyskał habilitację na Uniwersytecie Warszawskim na podstawie dorobku naukowego oraz pracy Przeobrażenia świadomości Polaków w latach 80. Stypendysta Fullbrighta w 1994.
Od 1995 związany ze Szkołą Główną Handlową w Warszawie (gdzie pracuje w Katedrze Ubezpieczenia Społecznego w Kolegium Ekonomiczno-Społecznym), zaś od 2004 z Uniwersytetem Medycznym w Łodzi (Katedra Polityki Ochrony Zdrowia). Dyrektor Krajowego Instytutu Ubezpieczeń. Współpracował również z Uniwersytetem Jagiellońskim, Wyższą Szkołą Pedagogiki Specjalnej, Centrum Badania Opinii Społecznej, Saskatchewan University w Saskatoon, York University w Toronto, Instytutem Studiów Politycznych Polskiej Akademii Nauk, Uniwersytetem Warszawskim, Wyższą Szkołą Ubezpieczeń i Bankowości, Wyższą Szkołą Ekonomiczno-Informatyczną, Katolickim Uniwersytetem Lubelskim oraz Społeczną Wyższą Szkoły Przedsiębiorczości i Zarządzania (obecnie Społeczna Akademia Nauk).

## Najważniejsze publikacje
- Przeobrażenia świadomości Polaków w latach osiemdziesiątych, Warszawa: Uniwersytet Warszawski. Centralny Ośrodek Metodyczny Studiów Nauk Politycznych, Polska Akademia Nauk. Instytut Nauk Politycznych, 1990.
- Wartości polityczne w świadomości polskiej młodzieży, Warszawa: Instytut Studiów Politycznych Polskiej Akademii Nauk, 1994 (red.).
- Political consciousness and civil education during the transformation of the system, Warsaw: Instytut Studiów Politycznych Polskiej Akademii Nauk, 1994 (red.).
- Ubezpieczenia w ochronie zdrowia, Warszawa: Wyższa Szkoła Ekonomiczno-Informatyczna: Krajowy Instytut Ubezpieczeń, 1999 (red.).
- Ubezpieczenia: główne zagadnienia oraz tematyka przedmiotów podstawowych i wybranych specjalistycznych: przewodnik dla studentów, Warszawa: Krajowy Instytut Ubezpieczeń, 1999 (red.).
- The role of insurance in health care system, Warsaw: Wyższa Szkoła Ekonomiczno-Informatyczna, Krajowy Instytut Ubezpieczeń, 1999 (red.).
- Ubezpieczenia zdrowotne w Europie Środkowo-Wschodniej – początek drogi, Warszawa: Krajowy Instytut Ubezpieczeń, 2001 (red.).
- Ubezpieczenia finansowe i gwarancje ubezpieczeniowe, Warszawa: "Poltext", 2003 (red.).
- Szpital publiczny w polskim systemie ochrony zdrowia: zarządzanie i gospodarka finansowa, Łódź—Warszawa: Uniwersytet Medyczny, Krajowy Instytut Ubezpieczeń, 2009 (red.; z J. Suchecką).
- Ubezpieczenie w organizacji ochrony zdrowia w Polsce, Warszawa: Krajowy Instytut Ubezpieczeń, 2013.
- Regionalizacja polityki zdrowotnej w Polsce, Łódź—Warszawa: Krajowy Instytut Ubezpieczeń, 2016 (red.).